# Otto Ottenbacher

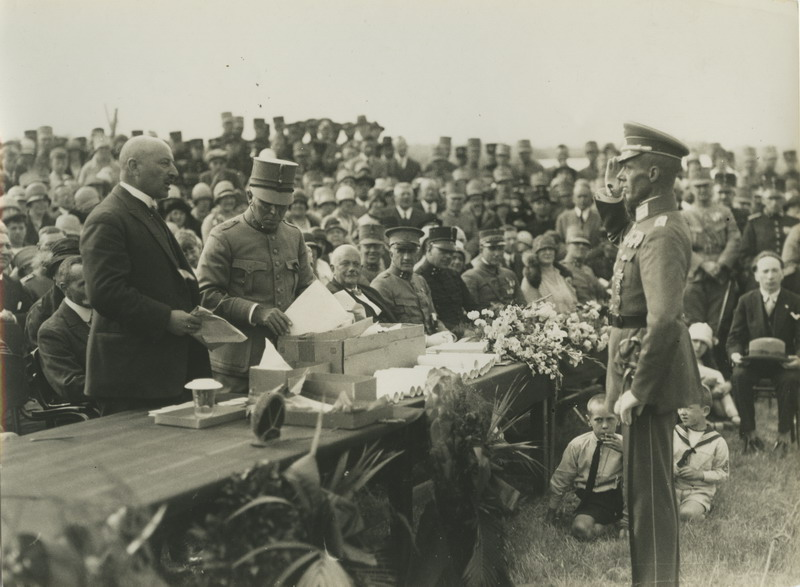
Otto Ottenbacher (rechts im Bild) in 1928

Otto Ernst Ottenbacher (* 18. November 1888 in Esslingen am Neckar; † 7. Januar 1975 in Stuttgart) war ein deutscher Generalleutnant im Zweiten Weltkrieg.

## Leben
Am 29. Juni 1907 trat er als Fahnenjunker in die Württembergische Armee ein und wurde am 19. November 1908 im Infanterie-Regiment „Alt-Württemberg“ (3. Württembergisches) Nr. 121 zum Leutnant befördert. Zu Beginn des Ersten Weltkrieges stand er bei seinem Regiment in Frankreich und wurde am 24. Dezember 1914 zum Oberleutnant befördert. 1915 war er in Polen und Serbien im Einsatz und wurde am 18. August 1916 zum Hauptmann befördert. Bis 1918 kam er zurück an die Westfront und diente noch als Adjutant bei der 51. Infanterie-Brigade. Für seine Leistungen während des Krieges war er mit beiden Klassen des Eisernen Kreuzes sowie dem Ritterkreuz des Militärverdienstordens ausgezeichnet worden.
Nach dem Krieg wurde Ottenbacher in die Reichswehr-Brigade 13 der Vorläufige Reichswehr übernommen. In der Reichswehr diente er zunächst als Kompaniechef im 4. (Preußisches) Infanterie-Regiment. Seit 1. Mai 1929 Major, wurde er am 1. Oktober 1931 als Bataillonskommandeur in das 17. Infanterie-Regiment versetzt. Nach der Machtübernahme der Nationalsozialisten wurde er am 1. Oktober 1933 zum Oberstleutnant befördert. Am 1. Oktober 1934 wurde er Chef des Infanterie-Regiments Glogau ernannt, das am 15. Oktober 1935 Infanterie-Regiment 54 benannt wurde. Am 1. August 1935 wurde er zum Oberst ernannt.
Anfang 1938 wurde Ottenbacher Kommandant der ostpreußischen Befestigungen bei Lötzen in Ostpreußen, die vor Kriegsbeginn am 16. August 1939 in Brigade Lötzen umbenannt wurde. Er wurde zum 1. April 1939 zum Generalmajor befördert und zum 1. Juni 1940 zum Kommandeur der Division Nr. 177 in Wien. Am 25. Oktober 1940 übernahm er die Führung der 36. Infanterie-Division, die damals gerade motorisiert wurde. Am 1. März 1941 wurde er zum Generalleutnant ernannt. Ottenbacher nahm ab Juni im Rahmen der Panzergruppe 4 an der Operation Barbarossa teil und wurde am 13. August 1941 mit dem Ritterkreuz des Eisernen Kreuzes ausgezeichnet. Am 6. Oktober 1941 übernahm er die Führung des XXXXI. (mot.) Armeekorps und wurde am 13. Oktober verwundet. Nach kurzer Führerreserve übernahm er vom 14. Januar bis zum 21. April 1942 die Führung des XIII. Armeekorps, das im mittleren Abschnitt der Ostfront eingesetzt war. Vom 1. August 1942 bis September 1944 war er Beauftragter General beim Militärbefehlshaber Frankreich (MBF) und war dabei für die Ausbildung der Sicherungskräfte der deutschen Besatzer verantwortlich.
Im Sommer 1944 leitete die „Gruppe Ottenbacher“ nach der alliierten Invasion in der Normandie die Bekämpfung der Résistance („Bandenbekämpfung“) im Département Dordogne und im Zentralmassiv. Zusammen mit der Kampfgruppe Bode der 11. Panzer-Division beging sie beim Rückzug Kriegsverbrechen an Zivilisten und zerstörte mehrere Dörfer. Anfang September 1944 wurde die „Gruppe Ottenbacher“ bei Langres und danach bei Epinal eingesetzt. Danach ließ Ottenbacher sich wegen körperlicher Erschöpfung beurlauben.
1950 sagte er vor einem Militärgericht in Bordeaux, er hätte die MBF-Regelung zum gemeinsamen Vorgehen der Wehrmacht mit dem Sicherheitsdienst des Reichsführers SS nicht gekannt. Er wurde mangels Beweisen freigesprochen.